# Geoff Huegill
Geoff Huegill (Australia, 4 de marzo de 1979) es un nadador  especializado en pruebas de estilo mariposa, donde consiguió ser medallista de bronce olímpico en 2000 en los 100 metros.

## Carrera deportiva
En los Juegos Olímpicos de Sídney 2000 ganó la medalla de bronce en los 100 metros estilo mariposa, con un tiempo de 52.22 segundos, tras el sueco Lars Frölander (oro con 52.00 segundos que fue récord de Europa) y su paisano australiano Michael Klim.